# Penater
Penater (på latin Penates eller Di Penates, af penus = forråd) var i romersk mytologi guddommelige væsner, som bevogtede husets forråd og i overført betydning over hele familiens velstand. Oprindeligt to guddomme i hjemmets forrådskammer.
Penaterne optrådte altid parvis og aldrig som individuelle skikkelser med fx egennavne. Hjemmets lar blev iblandt forbundet med penaterne.
Kulten var i starten knyttet til individet og kongens hus, men efterhånden fik penaterne en plads i den romerske statskult som vogtere over hele rigets velstand, og blev i den forbindelse tilknyttet Vestakulten. Disse penates publici var angiveligt indført fra Troja av Æneas, og opbevaret i Lavinium.
Penaternes tempel i Rom lå på Velia, en udløber af Palatinerhøjen, og blev revet i forbindelse med opførelsen af Maxentius-basilikaen. I stedet blev der indredet en helligdom for dem i Romulus-templet på Forum Romanum.